# Antimachea
Nella mitologia greca,  Antimachea  o  Antimache  era il nome della figlia di Anfidamante e della moglie di Euristeo.

## Il mito
Antimachea, sorella di Melanione fu la madre di Admeta. Secondo una versione del mito di Eracle, fu per sposare proprio quest'ultima che il grande eroe dovette affrontare le dodici fatiche.
La tradizione più classica vuole, invece, che, dopo che Eracle impazzì, gli dei lo punissero costringendolo a sottostare ai capricci di Euristeo.

### Fonti
- Pseudo-Apollodoro, Biblioteca 2.5.9;  3.9.2.

### Moderna
- Robert Graves, I miti greci, Milano, Longanesi, ISBN 88-304-0923-5.
- Angela Cerinotti, Miti greci e di roma antica, Prato, Giunti, 2005, ISBN 88-09-04194-1.